# Giorgio Gandini del Grano
Giorgio Gandini del Grano (Parma o Mantova, 1500 circa – Parma, maggio 1538) è stato un pittore italiano.

## Biografia
Era figlio di Ognissante Gandini e Lucrezia del Grano: aggiunse al proprio cognome quello materno nel 1528, quando venne nominato erede dallo zio Giorgio, fratello di Lucrezia.
Pellegrino Antonio Orlandi lo vuole originario di Mantova, ma nei documenti d'archivio è sempre definito pictor parmensis.
Nella sua Guida di Parma Carlo Malaspina lo dice nato nel 1489, ma visto che i primi dipinti di Gandini del Grano risalgono al 1530 circa la data di nascita va spostata verosimilmente ai primi anni del XVI secolo.
Si formò nell'ambito del Correggio: pur non esistendo prove certe di un suo alunnato presso la bottega dell'Allegri, la netta adesione al gusto e allo stile del maestro e la fedeltà ai suoi moduli compositivi e tipologici sembrano testimoniare la dipendenza dell'arte di Gandini da quella del Correggio.
La sua opera fu a lungo confusa con quella di Bernardino Gatti, ma rispetto a quella dell'artista cremonese la pittura di Gandini del Grano è più vicina al gusto manierista del Parmigianino e di Girolamo Bedoli.
I primi documenti relativi alla presenza di Gandini del Grano a Parma risalgono al 1532, mentre la prima testimonianza della sua attività di pittore è datata 6 maggio 1535, quando gli viene commissionata una Crocifissione (perduta) per la chiesa di Santa Maria della Steccata.
Nel 1535 il pittore aveva comunque già raggiunto un grande prestigio, tanto da essere chiamato dai fabbricieri della cattedrale ad affrescare il presbiterio e il catino absidale del duomo di Parma. Gandini del Grano realizzò i disegni preparatori, ma morì pochi anni dopo.

## Opere (parziale)
- La città di Parma presentata alla Vergine, Galleria nazionale, Parma.
- Matrimonio mistico di santa Caterina, collezione Yarborough, Brocklesby Park.
- Madonna col Bambino e i santi Michele, Giovannino e Cristoforo, Istituto Madonnina del Grappa, Rifredi.
- Riposo dopo la fuga in Egitto, collezione Roschier-Holmberg, Helsinki.
- Sacra Famiglia con i santi Michele, Bernardo degli Uberti e angeli, Galleria nazionale, Parma.
- Madonna col Bambino e San Giovannino e le Sante Maria Maddalena ed Elisabetta, Galleria nazionale, Parma.
- Madonna che allatta il Bambino, San Giovannino e le Sante Maria Maddalena ed Elisabetta, Galleria nazionale, Parma.
- Matrimonio mistico di Santa Caterina d'Alessandria, Accademia Albertina (deposito), Torino (opera attribuita).